# The Idolmaster
The Idolmaster (アイドルマスター, Aidorumasutā), officiellement romanisé en THE iDOLM@STER, est une série de jeux vidéo de gestion / simulation de manager d'idole japonaise.

## Système de jeu
Le joueur est placé dans la peau d’un manager d’idole travaillant pour le compte d’une agence appelée 765 production. Il doit former et faire connaitre une jeune fille, choisie par le joueur parmi un groupe de demoiselles rêvant chacune de devenir idole. Pour ce faire le joueur devra entraîner sa jeune recrue par le biais de phases d'entrainement au chant à la dance se jouant sous la forme de QTE. Le reste du jeu se constitue de phases de dialogue mais aussi de phases d'observation ou l'idole est sur scène et où l'on observe sa performance fruit de son entrainement.

## Titres
Le jeu a connu plusieurs autres versions et a connu des adaptations sur d’autres consoles : Nintendo DS, PSP, Playstation 3. La première version du jeu est sortie le 26 juillet 2005 sur borne d’arcade, fort de son succès le jeu est ensuite sorti sur Xbox 360 le 25 juillet 2007 (sa popularité et l’exclusivité temporaire de cette console auraient permis à Idolmaster de limiter l’échec de la Xbox 360 au Japon.). IDOLM@STER 2 (Sur Xbox 360 et Playstation 3) a introduit la possibilité de gérer un groupe d'idol.

### Xbox 360
Première version console du célèbre jeu d'arcade est sortie le 25 janvier 2007, on crédite à ce jeu un nombre d'inscription massif sur le Xbox Live Japonais. Le jeu contient les idoles de la version arcade et ajoute une idole supplémentaire: Mikii Hoshii

### The Idolmaster: SP
Sorti le 23 juillet 2008, il fut annoncé par le magazine Famitsu comme un port de la version arcade, mais il n'en est rien. Il existe 3 versions de ce jeu, chacune incluant des 3 idoles différentes, une de ces versions introduit 2 nouvelles idoles à la série Takane Shijou et Hibiki Ganaha.

### The Idolmaster: Dearly Stars
Sortie en septembre 2009, la version Nintendo DS nommée "The Idolm@ster: Dearly Stars" Contrairement aux autres jeux, la version Nintendo DS nous fait incarner les idoles elles-mêmes.

### The Idolmaster 2
Deuxième opus "complet" de la série, il reprend tous les personnages de la série existant (sauf ceux de l'opus Nintendo DS qui restent disponibles sous forme de DLC) le jeu sort d'abord sur Xbox 360 le 24 février 2011 avant de sortir sur Playstation 3 le 27 octobre 2011 (Note : Hatsune Miku est disponible en tant qu'idole sous forme d'un DLC ).

### The Idolmaster: Shiny Festa
The Idolmaster: Shiny Festa sorti sur PSP le 25 octobre 2012 est un mix de trois opus sortis eux aussi sur PSP. L'opus se présente sous la forme d'un jeu de rythme. Le jeu sera de nouveau édité sur iOS et Playstation 3 respectivement en avril 2013 et en octobre 2013.

## Adaptations
En 2007, la série est adaptée en anime, sous le nom Idolmaster: Xenoglossia, reprenant les personnages du jeu vidéo original, mais dans un univers de mecha bien éloigné du monde du spectacle.
En 2011, The Idolmaster est adaptée en anime par le studio A-1 Pictures, cette adaptation se veut fidèle à l'œuvre originale avec les mêmes seiyū utilisés dans les jeux de la franchise.
Toujours produite par A-1 Pictures, la série est une nouvelle fois adaptée en 2015, dans une série d'anime composée de 13 épisodes, intitulée The Idolmaster Cinderella Girls.

## Personnages
|  |

|  |

|  |

|  |

|  |

|  |

|  |

|  |

|  |

|  |

|  |

|  |

|  |